# Anna de Estanglia
Anna (fallecido en 653-654) fue un rey de Anglia Oriental desde 633 hasta su muerte. Anna pertenecía a la familia de Wuffinga, la dinastía gobernante en Anglia Oriental. Fue uno de los tres hijos de Eni que gobernó Estanglia, siendo sucedido tiempo después por Ecgric de Estanglia, muerto en batalla por Penda de Mercia. Anna se casó con una mujer procedente posiblemente de Essex. Alcanzó gran renombre por su devoción y la santidad de su familia: su hijo Jurmin y todas sus hijas (Sexburga de Ely, Eteldreda de Ely, Etelburga de Faremoutiers y posiblemente Wihtbuga) fueron canonizadas. Su conversión y fe nacieron posiblemente gracias a la misión gregoriana encabezada por Agustín en el territorio cercano a Ely. 
Se sabe poco de la vida y reinado de Anna, ya que se dispone de pocos registros del período. En 631 pudo haber estado en Exning, cerca de Devil's Dyke en Cambridgeshire. En 645 Cenwalh de Wessex se refugió en el territorio de Anna tras ser expulsado de Wessex por Penda de Mercia y se convirtió al cristianismo durante su exilio en el reino cristiano de Estanglia. En 651, el territorio que rodeaba Ely fue incorporado por Eastanglia tras el matrimonio de Eteldreda, hija de Anna. Ese mismo año, Penda de Mercia atacó el monasterio de "Cnobheresburg", que Anna había dotado ricamente, y forzó a Anna a exiliarse, posiblemente al reino occidental de Magonsaete. Anna regresó en 653, pero poco después Penda atacó nuevamente y derrotó al ejército de Estanglia en Bulcamp, donde tanto Anna como su hijo Jermin perdieron la vida. El monasterio de San Botulfo en Iken fue construido posiblemente en conmemoración del rey. Tras su reinado, Estanglia fue poco a poco eclipsada por Mercia, su poderosa vecina.

## Primeros años. Matrimonio

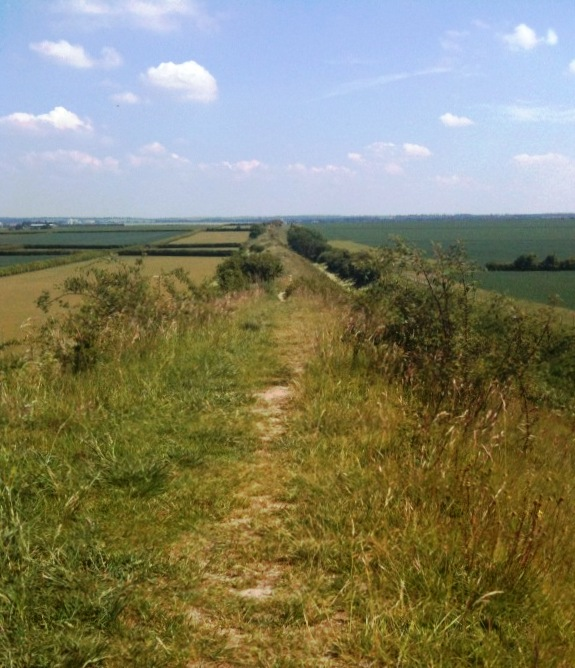
Devil's Dyke, cerca de Exning. Anna pudiera haber estado en Exning en 631.

Anna era hijo de Eni, miembro de la familia real Wuffinga, y sobrino de Redvaldo, rey de Anglia Oriental entre 600 y 624. Anglia Oriental era un antiguo y longevo reino anglosajón con una dualidad manifiesta entre el norte y el sur, correspondiendo a los modernos condados ingleses de Norfolk y Suffolk.
Antes de ascender al trono, Anna contrajo matrimonio con una mujer desconocida, pero posiblemente llamada Sæwara, que tenía una hija de una unión previa, Sæthryth, mencionada en la Historia ecclesiastica gentis Anglorum de Bede, ' ...inter quas erat Saethryd, filia uxoris Annae regis Orientalium Anglorum '. En la Vida de San Botulfo del abad Folcard, escrita en el siglo XI, Botulfo es descrito como capellán de las hermanas de un rey, Ethelmundo, cuya madre llevaba por nombre Sæwara. Se nombra a dos de los parientes de Saewara - Æthelhere y Æthelwold - sugiriendo que ella era la esposa de su hermano (Anna). Steven Plunkett ha propuesto que el nombre completo de Anna pudo haber sido realmente Æthelmund. En ocasiones la reina de Anna ha sido identificada con Hereswigha, hermana de Hilda, la abadesa de Whitby y madre de San Sedrido (i.e. Sæthryth).
En 631, Anna se hallaba probablemente en la aldea de Exning, Suffolk, un importante asentamiento con conexiones reales, y según el Liber Eliensis, una crónica del siglo XII escrita en Ely no totalmente fiable, el lugar de nacimiento de su hija Eteldreda. La tradición dice que Eteldreda fue bautizada en un estanque llamando el Pozo de San Mindred. Exning estaba estratégicamente situado en el lado estangliano del Devil's Dyke, una obra, en tierra, que se extendía entre el borde de los Fens y la cabecera del río Stour. Devil's Dyke había sido construido para defender Estanglia de un posible ataque. Un antiguo cementerio anglosajón descubierto en la zona sugiere la existencia de un importante emplazamiento en los alrededores, posiblemente un territorio real o regio.

## Rey de Estanglia

Principales reinos anglosajones

### Ascensión y gobierno
Durante 632 o 633, fue derrotado Edwin de Northumbria, rey cristiano que gobernaba al norte del río Humber, luego asesinado y Northumbria saqueada por Cadwallon ap Cadfan, que contaba con el apoyo del rey merciano, Penda. Los mercianos pusieron sus miras ahora en Estanglia y su rey Ecgric. En 640 o 641 derrotaron al ejército de Anglia Oriental y Ergric y su predecesor Sigeberto resultaron muertos. Esta batalla marcó el fin de la línea real de Estanglia que descendían directamente de Redvaldo. Tiempo después de la victoria de Penda, Anna se convirtió en rey de Estanglia. No sabemos con exactitud la fecha de comienzo de su reinado (fuentes posteriores que sitúan su ascensión al trono en 635 o 636 son posiblemente poco fidedignas): es probable que se convirtiera en rey con la ayuda de los anglos del norte. Durante su reinado, Anna se vio obligado a enfrentarse a la presión merciana y a apoyar a sus aliados contra Penda. Fue durante su gobierno cuando los mercianos comenzaron a cristianizarse, quizás bajo los auspicios de Estanglia, que proporcionó un obispo a los Anglos medios en una época en que los mercianos eran aún paganos.
Anna consiguió acordar un importante matrimonio entre su hija Sexburga y Earcomberto de Kent, lo que fortaleció la alianza entre ambos reinos. A través de estos matrimonios concertados, los reyes de Anglia Oriental pudieron enlazarse con otras dinastías reales. No todas las hijas de Anna estuvieron dispuestas a participar: durante la década de los 40, Ethelburga y su hijastra Saetrid fueron enviadasa la Abadía de Faremoutiers en la Galia para entrar en la vida religiosa de mano de Santa Fara. Según D. P. Kirby, la presencia de princesas de Anglia Oriental tomando los hábitos en Galia evidencia la orientación pro-franca del reino de Anna en la época, iniciada por su predecesor Redvaldo.

El reino de Estanglia durante la primera fase del dominio sajón

En 641 Oswaldo de Northumbria murió en la batalla de Maserfield contra Penda. Como consecuencia, Northumbria se dividió en dos estados. El norte, Bernicia, aceptó al hermano de Oswaldo, Oswiu como rey, mientras que el sur, Deira, se oponía y elegía como rey a Oswino, de la casa real deirana. Poco después, el rey Cenwalh de Wessex, hermano de la viuda de Oswaldo y casado con una hermana de Penda, renunció a su esposa. Penda expulsó a Cenwahl de Wessex, que en 645 buscó refugió en la corte de Anna, donde permanecería tres años. Durante este tiempo fue convertido al cristianismo, regresando a Wessex en 648 como rey cristiano.
El control del límite occidental del reino, que bordeaba las tierras de los Fens en torno a la isla de Ely, se vio reforzada por el matrimonio en 651 de su hija Eteldreda y Tondberht, príncipe de Gwyrne del sur, un pueblo que vivía en los fens al sur del área de Crowland. Etheldreda, acompañada por su ministro Owine, viajó de Ely a Northumbria cuando se casó por segunda vez con Ecgfrido de Northumbria.

### Exilio

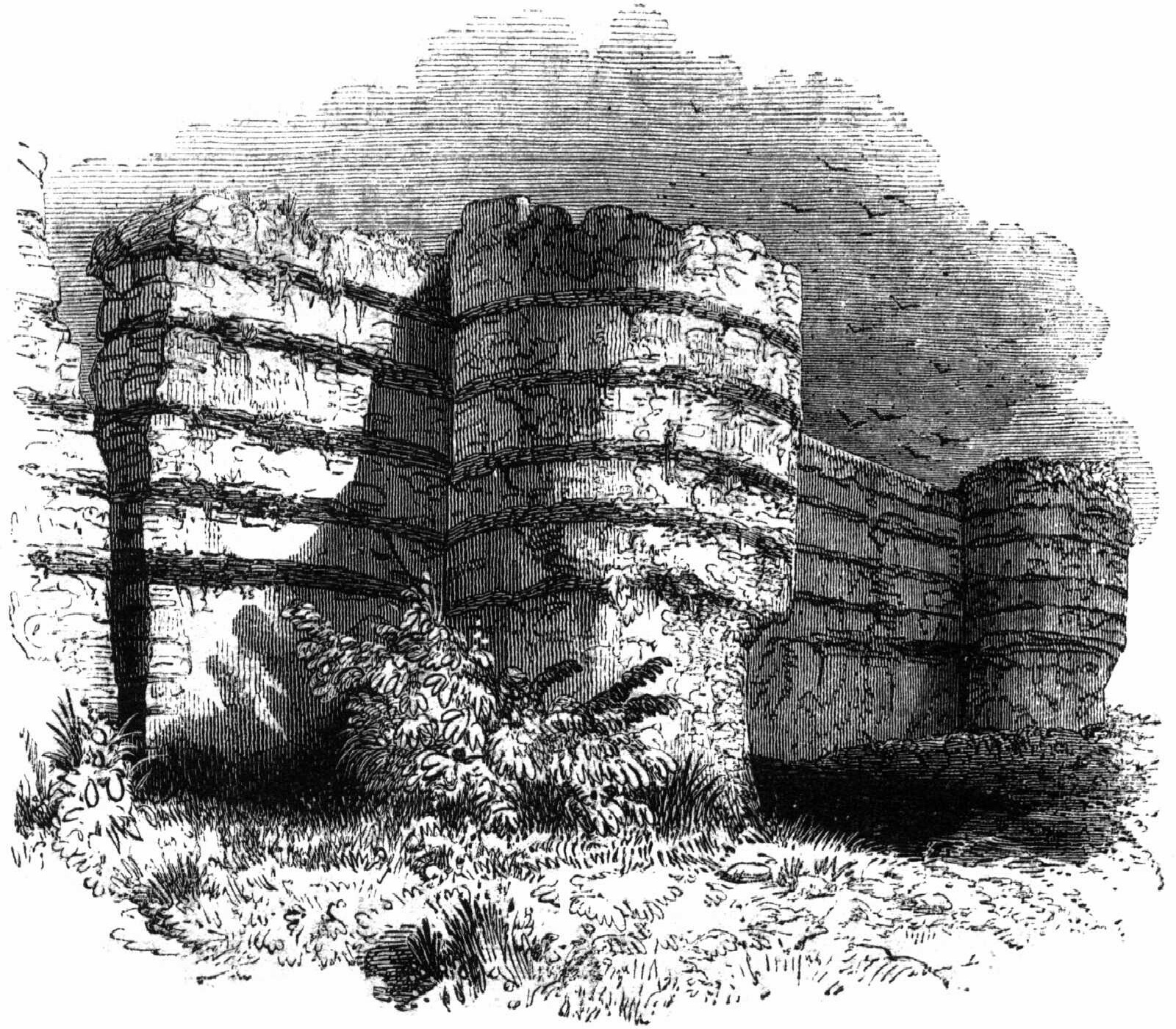
Ruinas de Burgh Castle, posible emplazamiento del monasterio de Cnobheresburg, según grabado de 1845.

Durante su reinado, Anna dotó al monasterio de Cnobheresburg con edificios y bienes. El monasterio fue construido en 633 por San Fursa, un monje irlandés. Con el tiempo, Fursa abandonó Anglia Oriental para siempre, dejando el monasterio a su hermano Foillán. Cuando en 651 Penda atacó el monasterio, Anna y sus hombres llegaron y consiguieron hacer retroceder a los mercianos. Esto proporcionó a Foillan y sus monjes tiempo para escapar con sus libros y objetos valiosos, pero Penda derrotó a Anna y le obligó a exiliarse, posiblemente a Merewalh de los Magonsætan, en Shropshire occidental. Anna regresaría a Estanglia en 654.

### Muerte y enterramiento

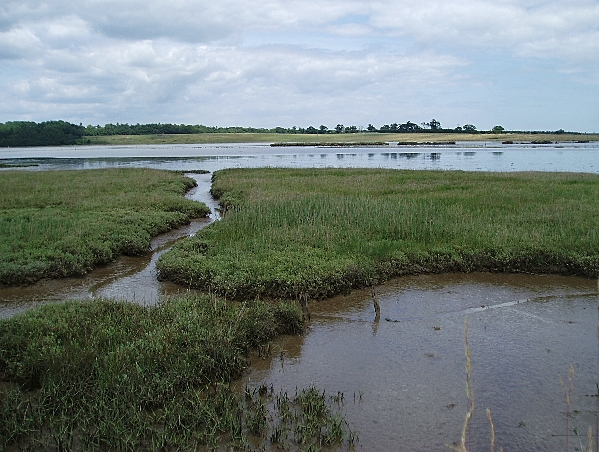
Pantanos alrededor de Blythburgh, cerca del lugar donde Anna murió

Poco después de 653, cuando Penda nombró a su hijo Peada gobernador de Anglia Central, se repitió el ataque merciano a Estanglia. Los ejércitos de Penda y Anna se encontraron en Bulcamp, cerca de Blythburgh en Suffolk. Los Anglos Orientales fueron derrotados y muchos murieron, incluyendo el rey Anna y su hijo Jurmin. La muerte de Anna se menciona en la Crónica Anglosajona, pero no se menciona ningún otro detalle de la batalla.
Blythburgh, situado a kilómetro y medio de Bulcamp y cerca del estuario del río Blyth se ha considerado el lugar de enterramiento de la tumba de Anna y Jurmin. Es candidato para un emplazamiento monástico o de una propiedad real. Según Peter Warner, la derivación latina del nombre 'Bulcamp' indica un origen antiguo, y las fuentes medievales que afirman el culto cristiano continuado en Blythburgh a lo largo del periodo anglosajón proporcionan evidencia circunstancial de su conexión con la realeza de Anglia Oriental y el Cristianismo. Parte de un díptico del siglo VIII hecho con huesos de ballena y usado para la liturgia, ha sido encontrado en las cercanías.
San Botulfo comenzó a construir su monasterio de Icanho, hoy identificado como Iken, Suffolk El año de la muerte de Anna, posiblemente en conmemoración del rey. Anna fue sucedido por sus dos hermanos Æthelhere y Æthelwold. Es posible que Ethelhere fuera un rey marioneta impuesto por Penda o su aliado, ya que fue uno de los treinta duces que acompañaron a Penda en su ataque contra Oswiu de Northumbria en la batalla de Winwaed en 655 o 656. Penda murió durante la batalla tras haber incrementado su poder durante trece años. Ethelhere (que falleció también en Winwaed) y Ethewold fueron sucedidos por los descendientes del hermano menor de Anna, Ethelric.
Desde Bede que alaba ya la piedad de Anna en su Historia ecclesiastica gentis Anglorum, los historiadores han considerado a Anna como un hombre devoto y piadoso, conocido tanto por sus virtudes cristianas como por el excepcional número de sus descendientes que pasaron a formar parte de la lista de santos anglosajones. Quinientos años después de su muerte, su tumba en Blythburg era (según el Liber Eliensis) aún "venerada por la piadosa devoción de la gente creyente".

## Descendientes
Anna tuvo tres hijas y un hijo, todos canonizados tras su muerte. La mayor, Santa Sexburga de Ely estuvo casada con Earcomberto de Kent que gobernó en Kent desde 664 y fue sucedido por su hijo Egberto. Su hermana, Santa Eteldreda fundó la abadía de Ely según la Crónica anglosajona en 673. Otra hija, Santa Etelburga pasó su vida en el convento de Faremoutiers. El hijo de Anna, San Jurmin falleció en batalla.
La tradición afirma que Anna tuvo una cuarta hija, Santa Wihtburga, abadesa en Dereham (o West Dereham), donde hubo un monasterio real. Puede que nunca haya existido: Bede no la menciona y su primera aparición en un calendario data de finales del siglo X en el Bosworth Psalter. Puede haber sido un personaje creado específicamente por la comunidad religiosa de Ely, donde reposaron sus restos tras ser robados de Dereham y usados posteriormente como prueba visual de la incorruptibilidad del cuerpo de un santo, sustitua de su hermana Etheldreda, cuyo cuerpo debía permanecer en su tumba sin examinar. Información contenida en la Crónica Anglosajona ha permitido a los historiadores situar la muerte de Wihtburga en torno al año 743, treinta y seis años después de la muerte de Etheldreda (nacida en 636): si estas fechas son correctas, ambas mujeres no habrían podido ser hermanas.
|  |  |                     |                     |                     |                     |                     |                     |  |  | Tytila de Estanglia |                   |                   |                   |                   |                   |                   |                   |                  |                  |                  |                  |                  |                  |  |  |                                           |                                           |                                           |                                           |                                           |                                           |  |  |           |           |           |           |           |           |  |  |        |        |        |        |        |        |  |  |          |          |          |          |          |          |
|  |  |                     |                     |                     |                     |                     |                     |  |  |                     |                   |                   |                   |                   |                   |                   |                   |                  |                  |                  |                  |                  |                  |  |  |                                           |                                           |                                           |                                           |                                           |                                           |  |  |           |           |           |           |           |           |  |  |        |        |        |        |        |        |  |  |          |          |          |          |          |          |
|  |  |                     |                     |                     |                     |                     |                     |  |  | Eni de Estanglia    |                   |                   |                   |                   |                   |                   |                   |                  |                  |                  |                  |                  |                  |  |  |                                           |                                           |                                           |                                           |                                           |                                           |  |  |           |           |           |           |           |           |  |  |        |        |        |        |        |        |  |  |          |          |          |          |          |          |
|  |  |                     |                     |                     |                     |                     |                     |  |  |                     |                   |                   |                   |                   |                   |                   |                   |                  |                  |                  |                  |                  |                  |  |  |                                           |                                           |                                           |                                           |                                           |                                           |  |  |           |           |           |           |           |           |  |  |        |        |        |        |        |        |  |  |          |          |          |          |          |          |
|  |  |                     |                     |                     |                     |                     |                     |  |  | Anna de Estanglia   | Anna de Estanglia | Anna de Estanglia | Anna de Estanglia | Anna de Estanglia | Anna de Estanglia |                   |                   | Sæwara           | Sæwara           | Sæwara           | Sæwara           | Sæwara           | Sæwara           |  |  |                                           |                                           |                                           |                                           |                                           |                                           |  |  |           |           |           |           |           |           |  |  |        |        |        |        |        |        |  |  |          |          |          |          |          |          |
|  |  |                     |                     |                     |                     |                     |                     |  |  | Anna de Estanglia   | Anna de Estanglia | Anna de Estanglia | Anna de Estanglia | Anna de Estanglia | Anna de Estanglia |                   |                   | Sæwara           | Sæwara           | Sæwara           | Sæwara           | Sæwara           | Sæwara           |  |  |                                           |                                           |                                           |                                           |                                           |                                           |  |  |           |           |           |           |           |           |  |  |        |        |        |        |        |        |  |  |          |          |          |          |          |          |
|  |  |                     |                     |                     |                     |                     |                     |  |  |                     |                   |                   |                   |                   |                   |                   |                   |                  |                  |                  |                  |                  |                  |  |  |                                           |                                           |                                           |                                           |                                           |                                           |  |  |           |           |           |           |           |           |  |  |        |        |        |        |        |        |  |  |          |          |          |          |          |          |
|  |  |                     |                     |                     |                     |                     |                     |  |  |                     |                   |                   |                   |                   |                   |                   |                   |                  |                  |                  |                  |                  |                  |  |  |                                           |                                           |                                           |                                           |                                           |                                           |  |  |           |           |           |           |           |           |  |  |        |        |        |        |        |        |  |  |          |          |          |          |          |          |
|  |  |                     |                     |                     |                     |                     |                     |  |  |                     |                   |                   |                   |                   |                   |                   |                   |                  |                  |                  |                  |                  |                  |  |  |                                           |                                           |                                           |                                           |                                           |                                           |  |  |           |           |           |           |           |           |  |  |        |        |        |        |        |        |  |  |          |          |          |          |          |          |
|  |  | Earcomberto de Kent | Earcomberto de Kent | Earcomberto de Kent | Earcomberto de Kent | Earcomberto de Kent | Earcomberto de Kent |  |  | Sexburga de Ely     | Sexburga de Ely   | Sexburga de Ely   | Sexburga de Ely   | Sexburga de Ely   | Sexburga de Ely   |                   |                   | Eteldreda de Ely | Eteldreda de Ely | Eteldreda de Ely | Eteldreda de Ely | Eteldreda de Ely | Eteldreda de Ely |  |  | (1) Tondberct (2) Ecgfrido de Northumbria | (1) Tondberct (2) Ecgfrido de Northumbria | (1) Tondberct (2) Ecgfrido de Northumbria | (1) Tondberct (2) Ecgfrido de Northumbria | (1) Tondberct (2) Ecgfrido de Northumbria | (1) Tondberct (2) Ecgfrido de Northumbria |  |  | Etelburga | Etelburga | Etelburga | Etelburga | Etelburga | Etelburga |  |  | Jurmin | Jurmin | Jurmin | Jurmin | Jurmin | Jurmin |  |  | Witburga | Witburga | Witburga | Witburga | Witburga | Witburga |
|  |  | Earcomberto de Kent | Earcomberto de Kent | Earcomberto de Kent | Earcomberto de Kent | Earcomberto de Kent | Earcomberto de Kent |  |  | Sexburga de Ely     | Sexburga de Ely   | Sexburga de Ely   | Sexburga de Ely   | Sexburga de Ely   | Sexburga de Ely   |                   |                   | Eteldreda de Ely | Eteldreda de Ely | Eteldreda de Ely | Eteldreda de Ely | Eteldreda de Ely | Eteldreda de Ely |  |  | (1) Tondberct (2) Ecgfrido de Northumbria | (1) Tondberct (2) Ecgfrido de Northumbria | (1) Tondberct (2) Ecgfrido de Northumbria | (1) Tondberct (2) Ecgfrido de Northumbria | (1) Tondberct (2) Ecgfrido de Northumbria | (1) Tondberct (2) Ecgfrido de Northumbria |  |  | Etelburga | Etelburga | Etelburga | Etelburga | Etelburga | Etelburga |  |  | Jurmin | Jurmin | Jurmin | Jurmin | Jurmin | Jurmin |  |  | Witburga | Witburga | Witburga | Witburga | Witburga | Witburga |
|  |  |                     |                     |                     |                     |                     |                     |  |  |                     |                   |                   |                   |                   |                   |                   |                   |                  |                  |                  |                  |                  |                  |  |  |                                           |                                           |                                           |                                           |                                           |                                           |  |  |           |           |           |           |           |           |  |  |        |        |        |        |        |        |  |  |          |          |          |          |          |          |
|  |  |                     |                     |                     |                     |                     |                     |  |  |                     |                   |                   |                   |                   |                   |                   |                   |                  |                  |                  |                  |                  |                  |  |  |                                           |                                           |                                           |                                           |                                           |                                           |  |  |           |           |           |           |           |           |  |  |        |        |        |        |        |        |  |  |          |          |          |          |          |          |
|  |  |                     |                     |                     |                     |                     |                     |  |  |                     |                   |                   |                   |                   |                   |                   |                   |                  |                  |                  |                  |                  |                  |  |  |                                           |                                           |                                           |                                           |                                           |                                           |  |  |           |           |           |           |           |           |  |  |        |        |        |        |        |        |  |  |          |          |          |          |          |          |
|  |  | Egberto I de Kent   | Egberto I de Kent   | Egberto I de Kent   | Egberto I de Kent   | Egberto I de Kent   | Egberto I de Kent   |  |  |                     |                   | Hlothhere de Kent | Hlothhere de Kent | Hlothhere de Kent | Hlothhere de Kent | Hlothhere de Kent | Hlothhere de Kent |                  |                  |                  |                  |                  |                  |  |  |                                           |                                           |                                           |                                           |                                           |                                           |  |  |           |           |           |           |           |           |  |  |        |        |        |        |        |        |  |  |          |          |          |          |          |          |

### Primarias
- «The Anglo-Saxon Chronicle: An Electronic Edition (Vol 5) literary edition: Manuscript E: Bodleian MS Laud 636». Archivado desde el original el 12 de febrero de 2009. Consultado el 24 de mayo de 2010.
- Bede; Bertram Colgrave, R. A. B. Mynors (1992). Bede: Ecclesiastical History of the English People. Cambridge: Clarendon Press.
- Fairweather, Janet (trans.), ed. (2005). Liber Eliensis: A History of the Isle of Ely from the Seventh Century to the Twelfth, compiled by a Monk of Ely in the Twelfth Century. Woodbridge, UK: Boydell. ISBN 978-1-84383-015-3.
- Swanton, Michael (1997). The Anglo-Saxon Chronicle. Londres: Routledge. ISBN 0-415-92129-5.

### Otras fuentes
- «Catholic Encyclopedia (1913)/St. Etheldreda». Consultado el 28 de mayo de 2010.
- «Felix (d.647?)». Dictionary of National Biography (en inglés). Londres: Smith, Elder & Co. 1885–1900. OCLC 2763972.
- Fryde, E. B.; Greenway, D. E.; Porter, S.; Roy, I. (1986). Handbook of British Chronology (3rd edición). Cambridge: Cambridge University Press. p. 216. ISBN 0-521-56350-X.
- James, M. R. (1987 - originally published 1930). Suffolk and Norfolk: A Perambulation of the Two Counties with Notices of Their History and Their Ancient Buildings. Bury St. Edmunds: Alastair Press. ISBN 1-870567-10-2) |isbn= incorrecto (ayuda).
- Kirby, D.P. (2000). The Earliest English Kings. London and New York: Routledge. ISBN 1-415-24211-8 |isbn= incorrecto (ayuda).
- Lapidge, Michael (2001). The Blackwall Encyclopaedia of Anglo-Saxon England. Oxford: Blackwell. ISBN 978-0-631-22492-1.
- «Oxford Dictionary of National Biography (online version)». Consultado el 12 de marzo de 2011.
- Plunkett, Steven (2005). Suffolk in Anglo-Saxon Times. Stroud: Tempus. ISBN 0-7524-3139-0.
- Raguin, Virginia Chieffo; Stanbury, Sarah, eds. (2005). Women's Space: Patronage, Place, and Gender in the Medieval Church. State University of New York. p. 49. ISBN 0-7914-6365-6.
- Stenton, Sir Frank (1988). Anglo-Saxon England. Nueva York: Oxford University Press. ISBN 0-19-821716-1.
- Warner, Peter (1996). The Origins of Suffolk. Manchester and New York: Manchester University Press. ISBN 0-7190-3817-0.
- Wessex Archaeology. «Blythburgh Prioy, Blythburgh, Suffolk, Archaeological Evaluation and Assessment of Results». Consultado el 31 de mayo de 2010.
- West, S.E.; Scarfe, N.; Cramp, R.J. (1984). «Iken, St Botolph, and the Coming of East Anglian Christianity». Proc. Suffolk Institute of Archaeology 15: 279-301. Archivado desde el original el 8 de agosto de 2010.
- Yorke, Barbara (2002). Kings and Kingdoms of Early Anglo-Saxon England. London and New York: Routledge. ISBN 0-415-16639-X.
- Yorke, Barbara (2003). Nunneries and the Anglo-Saxon Royal Houses. London and New York: Continuum. ISBN 0-8264-6040-2.